# Кою Денчев
Кою Денчев (април 1920 – май 1984) е български художник.

## Биография
Роден в Севлиевското село Горна Росица. Учил е в гимназиите в Габрово, Севлиево и Троян. Завършва средното си образование във Велико Търново. Първите му прояви включват илюстриране на календара на Есперантското дружество (1939 г.) както и първата му изложба от карикатури в старопрестолния град. През 1945 г. завършва Художествената академия в София при проф. Илия Петров.
Академичната му кариера започва като асистент при проф. Илия Петров. От 1972 г. е професор и след това става завеждащ на катедра „Рисуване“ в Националната художествена академия в София. Рисува портрети, създава поредици от живописни композиции. Стилът му се отличава с подчертан реализъм и пластичност. Работи и в областта на детската илюстрация.
Популярната творба на Кою Денчев „Паисий Хилендарски“, която всички българи познават още от училище, се съхранява и е собственост на Националната художествена галерия в София.
Картини на Кою Денчев участват в художествени изложби на Съюза на българските художници и в колективни изложби в чужбина: Берлин, Прага, Москва, Будапеща, Дрезден и др. Творбите му се намират в Националната художествена галерия в София, както и в галериите на много български градове и в частни колекции.